# 杉並清掃工場

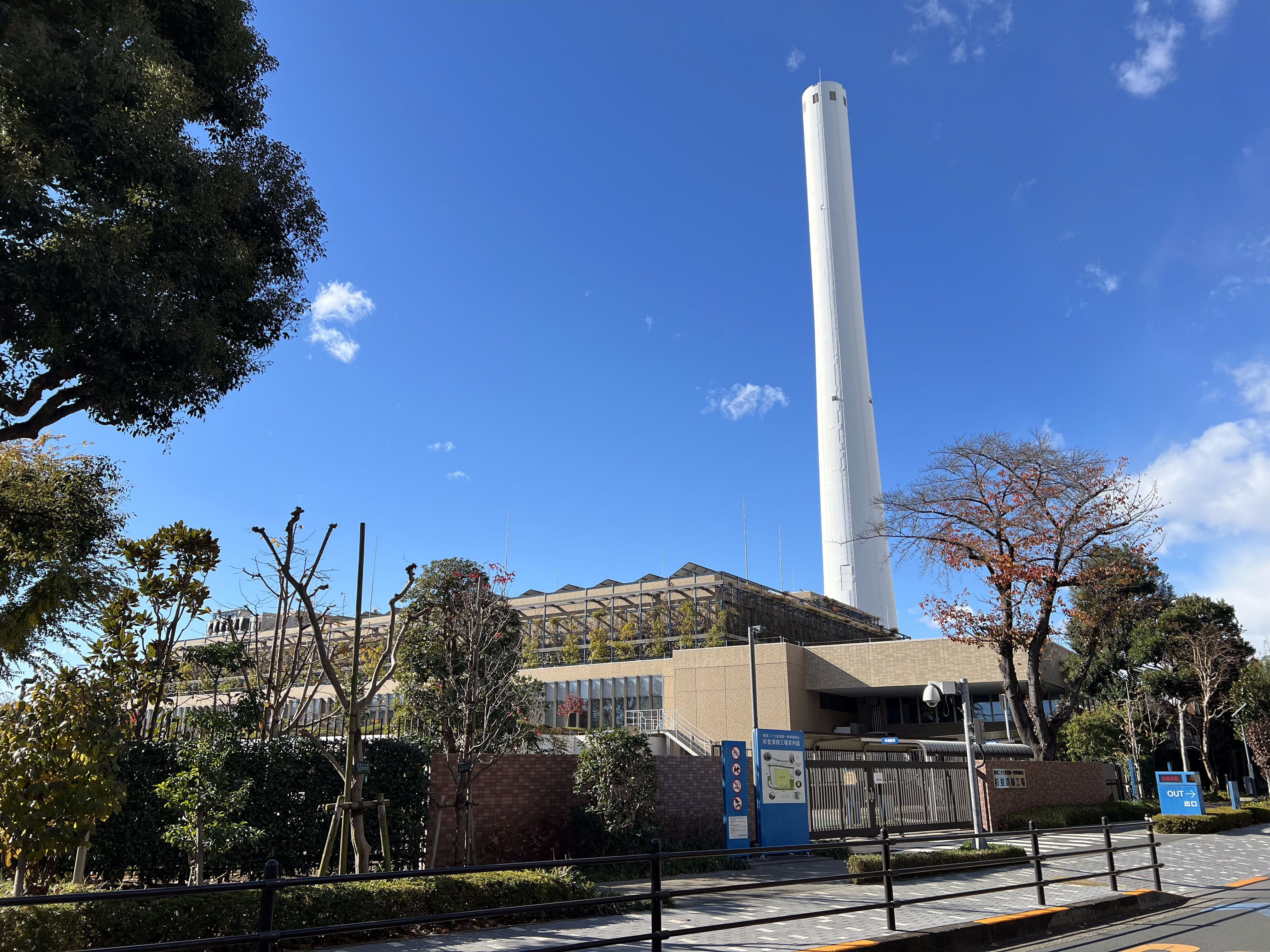

杉並清掃工場（すぎなみせいそうこうじょう）は、東京都杉並区高井戸東にある清掃工場。北緯35度41分1秒 東経139度37分5.1秒

## 概要
東京二十三区清掃一部事務組合が管理する。初代は1982年に完成。600トン/日の焼却能力を持つ。隣接する高井戸地域区民センターに給熱配給している。
2017年9月完成の新工場では、工場外周に、ウォーキングロードを設置している。また、工場内には、東京ごみ戦争歴史みらい館、高井戸の里 あし湯を設置している。

## 沿革
- 1978年 - 旧工場着工
- 1982年12月 - 旧工場竣工
- 2012年1月31日 - 建て替えのため運転停止。
- 2017年9月30日 - 新工場完成

## アクセス
京王井の頭線高井戸駅から徒歩5分